# Media in Turchia
I media della Turchia si riferiscono ai mezzi di comunicazione di massa con sede in Turchia. Includono un'ampia varietà di periodici nazionali ed esteri che esprimono opinioni disparate e i quotidiani nazionali sono estremamente competitivi. Tuttavia, la proprietà dei media è concentrata nelle mani di pochi grandi gruppi di media privati che fanno generalmente parte di più vasti conglomerati controllati da individui facoltosi, il che limita le opinioni che vengono presentate. Inoltre, le aziende sono disposte a utilizzare la loro influenza per sostenere i più ampi interessi commerciali dei loro proprietari, anche cercando di mantenere relazioni amichevoli con il governo. I media esercitano una forte influenza sull'opinione pubblica. Anche la censura in Turchia è un problema, e negli anni 2000 la Turchia ha visto molti giornalisti arrestati e gli scrittori processati. L'Indice della libertà di stampa di Reporter senza frontiere è passato da circa 100 nel 2005 a circa 150 nel 2013.
In risposta al fallito colpo di Stato del 15 luglio 2016, oltre 150 organizzazioni dei media, tra cui giornali, canali televisivi e radiofonici, agenzie di stampa, riviste e case editrici, sono state chiuse dal governo della Turchia e 160 giornalisti sono stati incarcerati.
In circolazione, i quotidiani più popolari sono Hürriyet, Sabah, Posta, Sözcü e Habertürk. I media trasmessi hanno una penetrazione molto elevata in quanto le antenne satellitari e i sistemi via cavo sono ampiamente disponibili. Il "Consiglio supremo della radio e della televisione" (RTÜK) è l'organo governativo che supervisiona i mezzi di trasmissione. Nel 2003 un totale di 257 stazioni televisive e 1.100 stazioni radio sono state autorizzate a operare, mentre altre hanno funzionato senza licenze. Di quelli autorizzati, 16 stazioni televisive e 36 stazioni radio hanno raggiunto il pubblico nazionale. Nel 2003 erano in servizio circa 22,9 milioni di televisori e 11,3 milioni di radio. A parte il turco, la rete televisiva statale offre alcuni programmi in arabo, circasso, curdo e zaza.
Secondo uno studio del 2018, i consumatori turchi sono la seconda media analfabeta rispetto ai paesi europei, lasciandoli particolarmente vulnerabili a notizie false. Una combinazione di bassi livelli di istruzione, bassi punteggi di lettura, bassa libertà dei media e bassa fiducia sociale ha contribuito a rendere il punteggio, che ha visto la Turchia posizionarsi al secondo posto solo in Macedonia. Le teorie del complotto sono un fenomeno prevalente nei media turchi. Secondo il Digital News Report 2018 del Reuters Institute, la Turchia con una certa distanza è il paese con la maggior parte delle notizie truccate nel mondo.

## Quadro legislativo
La Costituzione della Turchia, all'art. 28, afferma che la stampa è gratuita e non deve essere censurata. Tuttavia, le garanzie costituzionali sono indebolite dalle disposizioni restrittive del codice penale, del codice di procedura penale e delle leggi antiterrorismo, lasciando effettivamente pubblici ministeri e giudici a larga discrezione per reprimere le normali attività giornalistiche. La magistratura turca può e può fare censore dei media in base ad altre disposizioni costituzionali e leggi liberamente interpretate, come "proteggere le caratteristiche fondamentali della Repubblica" e "salvaguardare l'integrità indivisibile dello Stato con il suo territorio e la sua nazione".
I principi della libertà di informazione sono stati introdotti con la legge sul diritto all'informazione di aprile 2004, che conferisce ai cittadini e alle persone giuridiche il diritto di richiedere informazioni a istituzioni pubbliche e organizzazioni private qualificate come istituzioni pubbliche, sebbene manchi l'attuazione della legge.
La legge sulla stampa del 2007 era accompagnata da un "Regolamento delle pubblicazioni su Internet e dalla soppressione dei crimini commessi attraverso tali pubblicazioni", che autorizza la Presidenza delle telecomunicazioni per le telecomunicazioni (TIB) ad eseguire ordini di tribunali per bloccare i siti Web e emettere ordini di blocco per i fornitori di contenuti in o al di fuori della Turchia per aver commesso crimini come la pornografia infantile, incoraggiare l'uso di droghe e, in particolare, i crimini contro Atatürk. Tra il 2007 e il 2010 sono stati bloccati circa 3.700 siti Web e piattaforme tra cui YouTube, MySpace e GeoCities.

### Status e autoregolamentazione dei giornalisti
I professionisti dei media in Turchia affrontano l'insicurezza del lavoro e la mancanza di sicurezza sociale, essendo spesso costretti a lavorare senza contratto e al di fuori della protezione fornita dalla legge 212 sui diritti dei giornalisti. Senza un contatto ai sensi della legge 212 i lavoratori dei media in Turchia non possono ottenere un distintivo per la stampa e non possono prendere parte all'Unione dei giornalisti turchi (Türkiye Gazeteciler Sendikası, TGS).
La crisi finanziaria turca del 2001 ha ulteriormente rafforzato le mani dei proprietari dei media, dato che sono stati licenziati 3-5.000 giornalisti e quelli più problematici presi di mira in primo luogo.
Alcuni temi sono rimasti a lungo quasi un tabù nei media turchi, incluso il ruolo dell'esercito, la questione di Cipro e i diritti delle minoranze curde e armene. Gli interessi dei proprietari dei media nei maggiori conglomerati dei media inevitabilmente gettano un'ombra sull'obiettività e sull'indipendenza dei media controllati.
L'etica nel giornalismo turco si basa su un paio di documenti: la "Dichiarazione dei diritti e delle responsabilità" dell'Associazione dei giornalisti turchi (1998) e il "Codice di etica professionale della stampa" del Consiglio turco della stampa (1989).
Nel 2006 RTÜK ha introdotto un meccanismo di ombudsman volontario che i media possono introdurre per valutare le reazioni del loro pubblico. Tuttavia, i difensori civici non hanno l'indipendenza, in quanto sono dipendenti di alto livello degli stessi gruppi di media.

## Ricavi pubblicitari
La Turchia ospita circa 3.100 giornali, di cui 180 nazionali. Solo il 15% di questi sono giornali quotidiani. Le tipografie turche privilegiano le colonne e le opinioni sulle notizie pure e sono spesso politicamente polarizzate. I media di trasmissione includono centinaia di stazioni TV e migliaia di stazioni radio, incluse alcune in lingue minoritarie. L'introduzione dei media in lingua curda è stata salutata come un grande progresso, anche se la loro qualità rimane scarsa.
Le principali questioni riguardanti i media mainstream in Turchia sono la forte concentrazione di proprietà, la diffusa autocensura dei giornalisti e dei professionisti dei media (anche a causa della loro vulnerabilità ai poteri politici) e la presenza di retorica nazionalista e di incitamento all'odio.

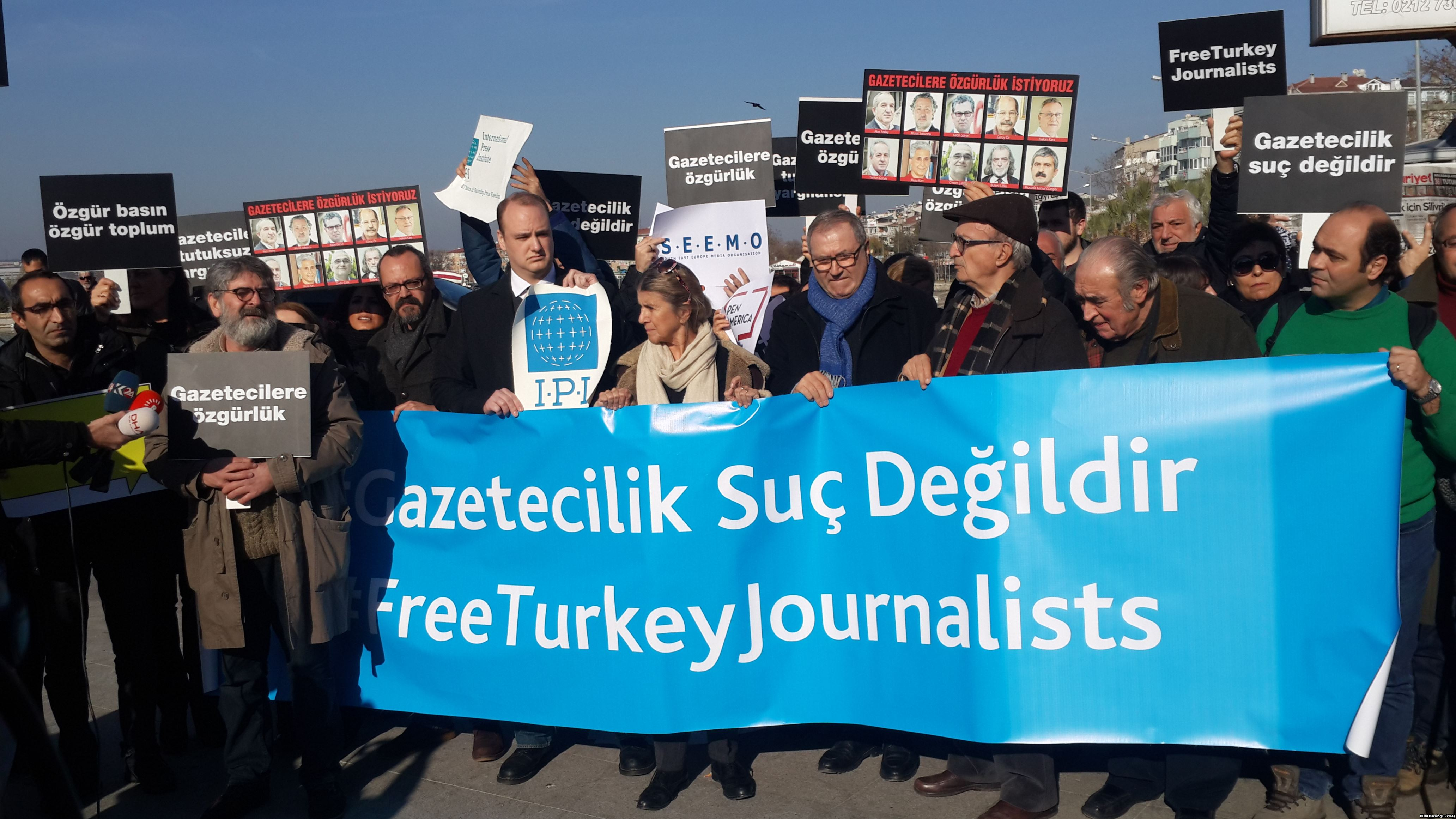
Giornalisti turchi che protestano contro la reclusione dei loro colleghi (10 dicembre 2016)

Oltre due terzi dei media (giornali nazionali, canali radio e TV) sono di proprietà di pochi gruppi cross-mediali, le cui attività si espandono in altri settori economici (turismo, finanza, auto, edilizia e banche). Questi conglomerati dei media fanno quindi affidamento su alleanze con parti delle élite politiche e burocratiche per sostenere i loro interessi commerciali. Di conseguenza, il panorama mediatico della Turchia è molto vario, ma anche molto prevenuto e nazionalistico, e la copertura dei media e le posizioni critiche riflettono le preferenze e gli interessi dei proprietari dei media. Il giornalismo indipendente è uno sforzo raro e pericoloso, a rischio di alta insicurezza lavorativa.
La centralizzazione delle decisioni sugli appalti pubblici all'interno dell'ufficio del primo ministro (che controlla il Privatization High Council (OİB), l'Housing Development Administration (TOKİ) e il Defense Industry Executive Committee) ha intensificato la leva economica del governo verso i conglomerati economici che controlla anche i media turchi.
- Le conversazioni trapelate hanno mostrato come nel 2013 il governo ha dettato quali società dovevano acquistare il gruppo Sabah-ATV, in cambio delle gare relative alla costruzione del terzo aeroporto di Istanbul[6].
- Nel novembre 2013 è stato utilizzato il fondo di deposito e assicurazione di risparmio (TMSF) per trasferire risorse multimediali a uomini d'affari solidali. L'uomo d'affari amico dell'AKP, Ethem Sancak, ha acquistato da TMSF tre media precedentemente posseduti dal Gruppo Çukurova[6].

Nel 2004 tre grandi gruppi media hanno dominato i ricavi pubblicitari: Doğan Media Group e Sabah hanno preso l'80% della pubblicità sui giornali e Doğan, Sabah e Çukurova hanno preso il 70% della pubblicità televisiva. Nel contesto turco, il potere dei media corporativi altamente concentrato (come quello di Dogan) è ancora più significativo quando vengono presi in considerazione tre fattori aggiuntivi: (1) la volontà dei proprietari di imprese di "strumentalizzare" i report per adattarsi ai più ampi interessi politico-economici di la società madre; (2) la debolezza dei giornalisti e degli altri dipendenti di fronte al potere dei proprietari delle imprese; e (3) il fatto che il potere delle imprese è combinato con una regolamentazione restrittiva dello stato sulle questioni della libertà di parola.
- Doğan Media Group (Aydın Doğan / Arzuhan Yalçındağ) aveva due terzi di tutte le entrate pubblicitarie dei giornali nel 2004, e dopo l'acquisto del 2005 di Star TV aveva il 25-30% del pubblico televisivo[8]. (Ha venduto Star TV a Doğuş Media Group nel 2011).
- Doğuş Media Group (Ayhan Şahenk / Ferit Şahenk)
- Turkuvaz Media Group di Çalık Holding (Ahmet Çalık)
- Çukurova Media Group di Çukurova Holding (Mehmet Emin Karamehmet)
- Ciner Media Group (Turgay Ciner)

I media trasmessi hanno una penetrazione molto elevata in quanto le antenne satellitari e i sistemi via cavo sono ampiamente disponibili. Il "Consiglio supremo della radio e della televisione" (RTÜK) è l'organo governativo che supervisiona i mezzi di trasmissione.
I canali televisivi raccolgono circa la metà dei ricavi del mercato pubblicitario, vale a dire 1 miliardo di dollari (56% nel 2005, 50% nel 2008, 48,2% nel 2009). Anche la quota della carta stampata (36% nel 2005, 33% nel 2008, 31,2% nel 2009) e della radio (3,4% nel 2005, 3,3% nel 2009) sono in calo. Il mercato pubblicitario è considerato relativamente piccolo rispetto al numero di media, mettendo così a repentaglio la sopravvivenza dei media più piccoli e costituendo una barriera all'ingresso di nuovi attori nel mercato. I media turchi restano inoltre dipendenti dalle entrate provenienti da altre attività dei conglomerati economici che li possiedono.

### Carta stampata

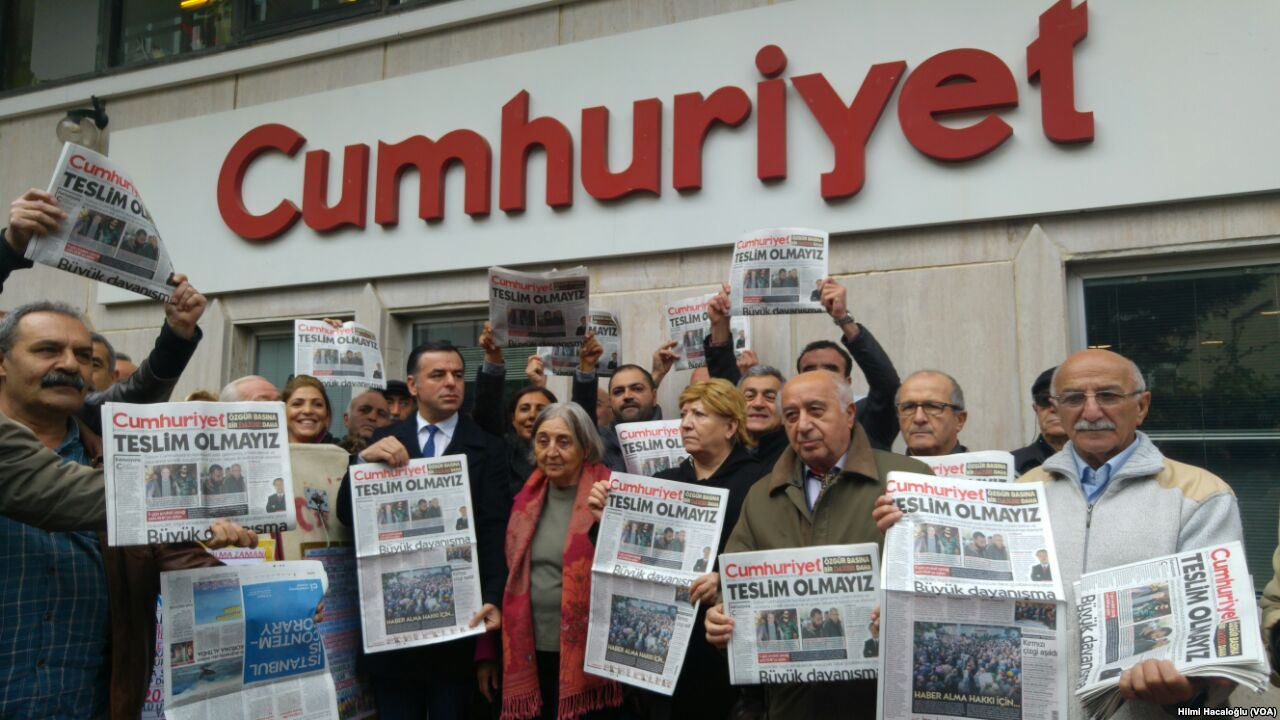
Persone che protestano per la detenzione di giornalisti di Cumhuriyet (1º novembre 2016)

I giornali con linea editoriale opposta contro il governo corrispondono al 65% dei quotidiani in circolazione mentre la quota dei giornali pro-governativi è del 25%.
Il numero totale di lettori di carta stampata in Turchia è basso, se confrontato con la grande popolazione del paese (95 giornali per 1 000 abitanti). Giornali circolanti stimati in circa 2.450 nel 2010, di cui 5 nazionali, 23 regionali e altri locali.
I media hub del paese sono Istanbul e Ankara. In circolazione, i quotidiani più popolari sono Hürriyet (330.000 vendite giornaliere nel 2016), Sabah (300.000), Posta (290.000), Sözcü e Habertürk. I principali quotidiani turchi sono pubblicati ogni giorno dell'anno, comprese le domeniche, le feste religiose e laiche.
I grandi conglomerati dei media, con interessi sostanziali in altri settori economici, dominano il mercato dei media e possiedono tutti i principali media di stampa e trasmissione. Questi sono il gruppo Doğan, il gruppo Turkuvaz, il gruppo Ciner , il gruppo Çukurova e il gruppo Doğuş: 
- Il gruppo Doğan è il più grande conglomerato dei media turco. Possiede il quotidiano mainstream / conservatore Hürriyet, il viale quotidiano Posta, il quotidiano sportivo Fanatik (190.000), il quotidiano commerciale Referans (11.000) e il quotidiano in lingua inglese Hürriyet Daily News (5.500). Il gruppo ha affrontato gravi problemi fiscali nel 2009.
- Il gruppo Turkuvaz, di proprietà della Çalık Holding, ha collegamenti con il partito al potere AKP. Possiede il quotidiano principale Sabah, il quotidiano Boulevard Takvim (120.000), il quotidiano sportivo Fotomaç (200.000) e il più importante quotidiano regionale Yeni Asir (40.000).
- Il gruppo Ciner ha lanciato Gazete Habertürk nel marzo 2009, entrando così nel mercato dei media.
- Il gruppo Çukurova possiede i quotidiani nazionalisti Akşam (150.000), Tercüman (15.000) e il viale Güneş (110.000).
- Il gruppo economico Albayrak pubblica il quotidiano islamico conservatore Yeni Şafak (100.000).
- Demirören Holding pubblica i quotidiani Milliyet e Vatan.
- Il Milli Gazete (50.000 copie al giorno) è considerata essere la voce di Milli Görüş , una visione promossa da partiti religiosi-conservatori nel 1990, come il Partito di Salvezza Nazionale di Necmettin Erbakan negli anni 1970 e parte del welfare nel corso del 1990.
- Vakit (50.000) è un quotidiano islamico più radicale e sensazionalista, che è stato oggetto di numerosi procedimenti giudiziari.
- Il quotidiano Cumhuriyet (55.000), una volta collegato a sinistra, è ora il giornale di riferimento per kemalisti e gruppi nazionalisti legati al principale partito di opposizione del CHP.
- Star (100.000) è stato lanciato dall'uomo d'affari Ethem Sancak come quotidiano islamico e liberale.

Anche le riviste e i periodici hanno una bassa diffusione rispetto alla popolazione turca. I principali sono Tempo, Oksijen, Yeni Aktüel del gruppo Turkuvaz (8.000) e Newsweek Türkiye (5.000). Le riviste commerciali includono Ekonomist e Para (circa 9.000 copie ciascuna). Birikim è una rinomata rivista di sinistra liberale, che pubblica articoli elaborati su questioni sociali e politiche.
I giornali delle minoranze includono IHO e Apoyevmatini in lingua greca; Agos, Jamanak e Nor Marmara in lingua armena; e Şalom dalla comunità ebraica. La loro sopravvivenza è spesso in gioco.
Le reti di distribuzione sono nelle mani del gruppo di Doğan Yay-Sat e Turkuvaz Group, Turkuvaz Dağıtım Pazarlama.

### Radio
La radio gode di un gran numero di ascoltatori in Turchia. Ci sono più di 1000 stazioni radio nel paese. I primi tentativi di trasmissione radiofonica iniziarono nel 1921 a Istanbul, in Turchia. La prima trasmissione radio in Turchia iniziò il 6 maggio 1927. Nel 1927, fu stabilita la connessione tra New York, Londra, Berlino, Vienna, Mosca e Teheran. Nel 1945 fu fondata la prima radio universitaria turca con ITU Radio. Prima radio di stato, il 1º maggio 1964 TRT radio ha iniziato le trasmissioni, detenendo il monopolio nelle trasmissioni radiofoniche fino al 1994. L'istituzione di stazioni radio private è iniziata nei primi anni '90. La radio su Internet alla fine degli anni '90 iniziò a essere stabilita.
Nel 2010 la Turchia contava circa 1.100 stazioni radio private, di cui 100 disponibili via cavo - 36 nazionali, 102 regionali e 950 locali. I quattro canali radio TRT includono Radyo 1 (generale), Radyo 2 (TRT-FM) (musica classica, popolare e pop turca), Radyo 3 (principalmente musica classica e anche jazz, musica polifonica e western pop, notizie di trasmissioni in inglese, francese e tedesco) e Radyo 4 (musica turca). Il servizio radio internazionale di TRT Türkiye'nin Sesi / Voice of Turkey trasmette in 26 lingue. TRT ha anche 10 stazioni radio regionali.
Le stazioni radio private offrono principalmente programmi musicali; i più popolari sono Kral FM (musica pop turca), Süper FM (musica pop occidentale), Metro FM (musica pop occidentale), Power Türk (musica pop turca) e Best FM (musica pop turca). Diverse stazioni radio indipendenti trasmettono anche in Turchia, tra cui Istanbul Açık Radyo (Open Radio), il primo ad essere sostenuto finanziariamente dagli ascoltatori, e incoraggiare gli ascoltatori a partecipare a discussioni pubbliche su questioni delicate per promuovere un dialogo aperto.
Una radio internet in lingua armena, la Nor Radio, ha iniziato a trasmettere nel 2009.

### Televisione

TRT 1, primo canale nazionale turco

La televisione è la principale fonte d'informazione e intrattenimento in Turchia. Secondo un sondaggio RTÜK, i turchi guardano la televisione in media 5 ore al giorno a persona (5,15 nel fine settimana).
La televisione è stata introdotta in Turchia nel 1968 dall'azienda radiotelevisiva pubblica TRT, seppur le prime trasmissioni televisive furono avviate nel 1952 con il canale televisivo ITU TV. Le trasmissioni a colori iniziarono nel 1981.
TRT ha detenuto il monopolio televisivo per vent'anni fino al 26 maggio 1989, quando la prima emittente televisiva privata, Star TV, iniziò le sue trasmissioni dalla Germania in maniera assolutamente legale. Negli anni seguenti più di 100 emittenti locali e 500 stazioni radio locali hanno iniziato a trasmettere senza autorizzazione. Il monopolio ufficiale di TRT è stato infine revocato nell'agosto 1993, con un emendamento costituzionale che ha liberalizzato le trasmissioni private.
Oggi TRT ha undici canali televisivi: TRT 1 (generalista), TRT 2 (cultura e arte), TRT 3 (canale dedicato a un pubblico giovane con programmi sportivi e musicali e trasmissioni in diretta dalla Grande assemblea nazionale della Turchia a orari specifici), TRT 4 (educazione), TRT Müzik (programmazione musicale con musica tradizionale, jazz e altri generi). Inoltre, trasmette un canale regionale, TRT GAP, rivolto alla parte sud-orientale della Turchia e due canali internazionali, ovvero TRT Türk per Europa, Stati Uniti e Australia e TRT Avaz per i Balcani, l'Asia centrale e il Caucaso. Un canale interamente in lingua curda, TRT 6, è stato lanciato nel 2009 nell'ambito del processo di democratizzazione.
Il mercato televisivo della Turchia ha incluso 24 stazioni televisive nazionali, 16 regionali e 215 locali nel 2010. È definito da una manciata di grandi canali guidati da Kanal D, ATV e Show, con una quota di mercato del 14%, 10% e 9,6% in 2013, rispettivamente.
I principali gruppi di media possiedono tutti i principali canali televisivi: Doğan Group possiede Kanal D, Star TV e CNN-Türk, il gruppo Turkuvaz possiede l'ATV, il Gruppo Çukurova possiede Show TV e Sky Turk 360, Ciner Group possiede Habertürk e il Gruppo Doğuş possiede NTV. Kanal 7 è considerato controllato da Milli Görüş. Star Media Group possiede Kanal 24 e Star. Nel 2006 Rupert Murdoch ha acquistato la maggior parte del canale TGRT del gruppo Ihlas.
Le principali emittenti private, così come TRT 1, offrono un mix di intrattenimento e notizie. Samanyolu e Kanal 7 sono i canali con una linea editoriale più religiosa. Roj TV è un canale pro-PKK che trasmette in lingua curda via satellite, piuttosto popolare nel sud-est. I canali TV tematici includono i canali di notizie 24 ore su 24, NTV, CNN Türk (una joint venture con CNN International), Habertürk, Sky Turk 360 e TGRT Haber. I canali musicali includono Kral TV e Number One TV. La qualità dei media audiovisivi è limitata dalla mancanza di diversità e creatività tra i media e da una "comprensione monolitica delle trasmissioni televisive" data la rapida imitazione di programmi popolari attraverso i canali.
Le piattaforme di ricezione più importanti sono terrestri e satellitari, con quasi il 50% delle abitazioni che utilizzano satellite (di queste il 15% erano servizi a pagamento) alla fine del 2009. Tre servizi dominano il mercato multicanale: le piattaforme satellitari Digitürk e D-Smart e il servizio via cavo Türksat.

### Cinema
L'arte e l'industria cinematografica turca, o Yeşilçam (Green Pine), sono una parte importante della cultura turca che è fiorita negli anni, offrendo intrattenimento al pubblico in Turchia, agli emigrati in tutta Europa, più recentemente nel mondo arabo e, in casi rari, negli Stati Uniti. Il primo film esibito nell'impero ottomano fu il film del 1895 dei fratelli Lumière, L'arrivo di un treno alla stazione di La Ciotat, presentato a Istanbul nel 1896. Il primo film prodotto in Turchia era un documentario intitolato Ayastefanos'taki Rus Abidesinin Yıkılışı (Demolizione del monumento russo a santo Stefano), diretto da Fuat Uzkınay e completato nel 1914. Il primo film narrativo, The Spy di Sedat Simavi, è stato rilasciato nel 1917. Il primo film sonoro della Turchia è stato mostrato nel 1931.
Il numero di spettatori cinematografici è aumentato dal 2000, parallelamente alla crescita economica, alla liberalizzazione politica e al miglioramento della qualità dei teatri. Nel 2009, sono stati distribuiti circa 255 film in Turchia, con una copertura di 35 milioni, di cui 70 film turchi, che hanno capitalizzato metà del pubblico. Il pubblico del cinema rimane però al di sotto della media europea e limitato alle principali città.
Ogni anno in Turchia vengono prodotti 40 film. I film turchi pluripremiati sono stati spesso sostenuti dal Fondo cinematografico dell'Unione europea Eurimages e dal Ministero della Cultura turco, attirando a volte più audience all'estero che a livello nazionale. Due compagnie cinematografiche turche sono state acquistate da investitori stranieri nel 2007 (Cinemars dagli USA Colony Capital e AFM di Eurasia Cinemas dalla Russia).

### Telecomunicazioni
Türk Telekom è stata fondata nel 1995 come società di proprietà statale dopo la separazione dei servizi postali e di telecomunicazione. È stato privatizzato nel 2005 (55% Oger Telecom, 30% di proprietà statale, 15% di azioni pubbliche). Nel marzo 2009 ha ospitato 17,3 milioni di utenti di telefonia fissa, 6 milioni di utenti ADLS e 12,6 milioni di utenti GSM.
Il processo di liberalizzazione delle telecomunicazioni è iniziato in Turchia nel 2004 dopo la creazione dell'Autorità per le telecomunicazioni, ed è ancora in corso a partire da maggio 2013. Le società del settore privato operano nella telefonia mobile, nella telefonia a distanza e nell'accesso a Internet. Ci sono stati 16,5 milioni di linee telefoniche fisse, 62,8 milioni di abbonati alla telefonia mobile e 6,2 milioni di abbonati alla banda larga a dicembre 2009.
La liberalizzazione delle telecomunicazioni in Turchia sta procedendo, ma a un ritmo lento. L'Autorità per le telecomunicazioni (ora ribattezzata Bilgi İletişim ve Teknolojileri Kurumu o BTK), mentre tecnicamente è un'organizzazione indipendente, è ancora controllata dal Ministero dei trasporti e delle comunicazioni.
Nonostante siano stati compiuti dei progressi (ad esempio, le chiamate locali e quelle a lunga distanza sono ora aperte alla concorrenza), il processo è stato finora gestito in molte aree per limitare l'accesso e proteggere il monopolio. Ad esempio, il noleggio di linee all'ingrosso non è ancora disponibile per gli operatori alternativi, il che rende necessario per gli abbonati pagare due fatture (una per il noleggio di linee per il detentore del monopolio e una per l'operatore scelto). Finora il leader di mercato è riuscito a impedire a qualsiasi operatore di collegare il proprio cavo in fibra ottica agli scambi di unbundling ad anello locale, sebbene sia tecnicamente necessario consentirlo. Di recente, l'azienda monopolista ha annunciato che sta acquistando Invitel, uno dei soli altri due giocatori nel settore delle capacità interurbane, sollevando interrogativi su come il Consiglio turco della concorrenza tratterà l'acquisizione.
La mancanza di progressi da parte del BTK nel garantire condizioni di concorrenza può essere evidenziata dalla quota di mercato detenuta dall'incumbent. Nella banda larga, dell'operatore storico fornitore occupa ancora circa il 95% la quota del mercato. L'ufficio governativo di controllo del presidente (TC Cumhurbaşkanlığı Devlet Denetleme Kurulu) ha pubblicato un rapporto molto critico del BTK nel febbraio 2010, elencando 115 risultati da trattare. Ad esempio, il rapporto ha rilevato # 20 che il BTK ha completato solo dal 50% al 78% dei piani di lavoro dichiarati in ciascuno degli anni dal 2005 al 2008.
Gli operatori alternativi stanno crescendo rapidamente, ma occorrono molti progressi da parte del BTK per migliorare il panorama competitivo.
L'autorità politica è il Ministero dei trasporti, marittimo e della comunicazione. Ma ci sono anche due consigli supremi; Consiglio supremo di radio e televisione (RTÜK) e l'Autorità per le tecnologie dell'informazione e della comunicazione (BTK). Mentre Internet e la telecomunicazione punto a punto sono controllate da BTK, la trasmissione radiotelevisiva è controllata da RTÜK.

### Internet
Internet in Turchia è disponibile al pubblico dal 1993, sebbene la sperimentazione alla Ege University sia iniziata nel 1987. Le prime connessioni disponibili erano dial-up. Internet via cavo è disponibile dal 1998 e ADSL dal 2001.
Gli utenti in Turchia hanno raggiunto 26,5 milioni nel 2008, con una penetrazione del 34,5% (in aumento rispetto al 7,5% nel 2004 e al 13,9% nel 2005), anche grazie agli internet café e all'accesso al posto di lavoro. Gli abbonati ADSL erano 4,5 milioni nel 2008. Solo il 7% delle donne turche ha utilizzato internet nel 2009 La penetrazione stimata di Internet ha raggiunto il 51% nel 2014.
Attualmente TTNET ADSL2+ di Türk Telekom è il servizio più utilizzato Internet in Turchia, offrendo velocità da 8 Mbit/s a 24 Mbit/s. TTNET offre anche il servizio VDSL2 con velocità da 25 Mbit/s a 100 Mbit/s. Sono disponibili anche le società alternative a banda larga, che utilizzano ancora principalmente l'infrastruttura TTNET, come SmileADSL e Biri. Superonline offre banda larga in fibra in aree limitate in 12 città, anche se l'azienda si sta espandendo a un ritmo salutare. Attualmente offrono velocità fino a 1000 Mbit / s. Inoltre, UyduNET mantiene una copertura relativamente ampia ma non universale di Internet via cavo, offrendo velocità da 10 Mbit/s a 100 Mbit/s.
A marzo 2012, TTNet e Superonline, che forniscono la maggior parte dell'accesso a Internet a banda larga turco, hanno iniziato ad applicare politiche di "fair use" (note con le abbreviazioni turche AKK per "Adil Kullanım Koşulları" e AKN per "Adil Kullanım Noktası") che sono eccessivamente restrittivi in termini di quote di download e upload consentiti. Alla maggior parte degli account sono assegnate quote di download da 50 GB (e 10 GB in upload), dopodiché la larghezza di banda è ridotta di 10 volte, fino a 1 Mbit/s. Alcuni utenti hanno riferito che le loro velocità della banda larga sono state ridotte in sei giorni nel mese. Entrambe le società sono state oggetto di pesanti critiche per tali politiche.
Tutti i principali giornali e canali televisivi hanno siti internet, costantemente aggiornati. Tuttavia, la maggior parte delle notizie proviene dalle agenzie di stampa e dai media tradizionali e la produzione di contenuti solo web è molto limitata.
Attualmente Wikipedia è bloccata in Turchia.

## Organizzazioni di media

### Agenzie pubblicitarie
Le principali agenzie di stampa in Turchia sono Anadolu Ajansı (AA), Doğan Haber Ajansı (DHA), İhlas Haber Ajansı (İHA), Ajans HaberTürk ( Ciner Group ) e ANKA. Spesso hanno accesso a costose strutture tecniche grazie all'inserimento nei conglomerati dei grandi media:
- Anadolu Ajansı (AA) è stata fondata da Kemal Atatürk nel 1920 durante la guerra di indipendenza della Turchia, e rimane l'agenzia di stampa ufficiale sovvenzionata dallo stato. Ha 28 uffici in Turchia e 22 all'estero, fornendo 800 notizie e 200 foto al giorno.
- ANKA è stata fondata nel 1972 come agenzia di stampa indipendente; fornisce un bollettino economico giornaliero in turco e uno settimanale in inglese.
- Dicle Haber Ajansı (DİHA) è un'agenzia di stampa indipendente fondata nel 2002, che fornisce servizi in turco, inglese e kurdo[25].
- Anche le agenzie di stampa straniere operano liberamente in Turchia[25].

### Sindacati
Parte della ragione della debolezza giornalistica nei confronti dei proprietari è la mancanza di sindacati, come osservato dalla Federazione internazionale dei giornalisti e dalla Federazione europea dei giornalisti nel 2002: 
 La crisi finanziaria turca del 2001 ha ulteriormente rafforzato il potere dei proprietari dei media, dato che sono stati licenziati 3-5.000 giornalisti e quelli più problematici presi di mira in primo luogo.
I professionisti dei media in Turchia affrontano l'insicurezza del lavoro e la mancanza di sicurezza sociale, essendo spesso costretti a lavorare senza contratto e al di fuori della protezione fornita dalla legge 212 sui diritti dei giornalisti. Senza un contatto ai sensi della legge 212 i lavoratori dei media in Turchia non possono ottenere un distintivo della stampa e non possono prendere parte all'Unione dei giornalisti turchi (Türkiye Gazeteciler Sendikası, TGS), l'unico sindacato riconosciuto come controparte per la negoziazione del contratto collettivo della categoria. L'influenza del TGS è diminuita dagli anni '90, sotto la pressione dei proprietari dei media e oggi i giornalisti sono cauti nell'appartenenza sindacale, al fine di evitare ritorsioni da parte dei datori di lavoro.
Nonostante i bassi livelli di sindacalizzazione, esistono associazioni, fra cui molti giornalisti di Türkiye Gazeteciler Cemiyeti (Journalists Association della Turchia), Türkiye Gazeteciler Federasyonu (Federazione dei giornalisti), Çağdaş Gazeteciler Derneği (Progressive Journalists Association), Ekonomi Muhabirleri Derneği (Associazione Economia Reporters) , Foto Muhabirleri Derneği (Associazione delle fotografie Reporters), e le corrispondenti Parlamento Muhabirleri Derneği (Associazione dei giornalisti parlamentari).
I datori di lavoro organizzazioni comprendono emittenti televisive Televizyon Yayıncıları Derneği (Associazione delle emittenti televisive), Anadolu Gazete Radyo ve Televizyon Yayıncıları Birliği (Unione delle Anatolian giornali, radio e televisione editori e le emittenti), emittenti televisive Association (Unione delle emittenti televisive), Yayıncılar Birliği (Turkish Publishers' Association).
Il settore pubblicitario include l'Associazione turca delle agenzie pubblicitarie (TAAA) (Reklamcılar Derneği), Associazione degli inserzionisti (Reklamverenler Derneği) e IAA Turchia (International Advertising Association).

### Organi di controllo
Il Consiglio supremo della radio e della televisione (RTÜK) è l'ente governativo che supervisiona i mezzi di trasmissione. Fu stabilito dopo la fine del monopolio statale sulle trasmissioni radiotelevisive, con la legge n. 3984 nell'aprile 1994. Ha il compito di assegnare frequenze e rilasciare permessi e licenze di trasmissione a società private, oltre a monitorare la loro conformità al quadro giuridico. Ha il potere di emettere sanzioni per non conformità, che vanno dagli avvertimenti alla sospensione delle trasmissioni (dopo i reclami, dal 2002 può sospendere singoli programmi piuttosto che solo l'intero canale). Non ha alcuna autorità sull'emittente pubblica TRT, che è soggetta a una legge separata (2954)
Gli standard di trasmissione stabiliti da RTÜK sono considerati troppo ampi e vaghi, come "non violare i valori nazionali e morali della comunità e della struttura della famiglia turca", "non minare lo stato e la sua indipendenza e l'indiscutibile unità del paese con i suoi persone" e "non minare gli ideali e le riforme di Atatürk". La sua interpretazione della legge è stata sia arbitraria che severa, con sanzioni sproporzionate per i non-costrittori. L'affermazione di imparzialità di RTÜK è compromessa dalla sua composizione e dal processo di nomina, portando a forti rischi di politicizzazione e controllo da parte del partito al governo. I membri del corpo sono eletti dal Parlamento e attualmente sono dominati dagli affiliati dell'AKP al potere. Secondo Bianet nel 2014 RTÜK ha emesso 78 avvertimenti e 254 ammende nei canali televisivi, 12 avvisi e 7 multe per le stazioni radio.
Dal 2002, al fine di regolare le frequenze, RTÜK collabora con l'Alto Consiglio per le Comunicazioni HYK, fondato nel 1983 per l'approvazione delle politiche di comunicazione, e l'Autorità per le telecomunicazioni TK, istituita nel 2000 per regolamentare e controllare il settore delle telecomunicazioni. TK ha il compito di pianificare le frequenze, ma le aste di frequenza spesso non hanno avuto successo a causa della mancanza di coordinamento tra i tre corpi e delle pressioni esterne dei conglomerati dei media. Anche il MGK (National Security Council) è intervenuto per obbligare le emittenti ad acquisire un documento di sicurezza nazionale, al fine di impedire la creazione di canali televisivi religiosi. Nel 2010 tutte le stazioni radio e TV hanno continuato a funzionare senza licenze. Finché i media turchi operano senza licenze, RTÜK non può attuare i suoi poteri e costringere i gruppi di media a vendere le loro azioni per impedire posizioni dominanti e ridurre la concentrazione della proprietà dei media.
Il Comitato di autoregolamentazione pubblicitaria (Reklam Özdenetim Kurulu) è stato istituito dai membri dell'Associazione inserzionisti, TAAA e dalle istituzioni dei media al fine di monitorare le pratiche pubblicitarie. TİAK (Comitato per la ricerca del pubblico televisivo), BİAK (Comitato di ricerca stampa) e RİAK (Comitato per la ricerca del pubblico radiofonico) sono istituiti per organizzare e monitorare la ricerca sulla radiodiffusione e sui supporti di stampa.
La BIA è un'organizzazione senza scopo di lucro che monitora e segnala violazioni della libertà di espressione, monitora la copertura dei giornali sui diritti umani, sulle questioni relative ai diritti delle donne e dei minori e sul funzionamento dei media in termini di etica dei media. La sua rete di notizie e informazioni Bianet fornisce una copertura quotidiana delle questioni che vengono ignorate dai media tradizionali, in particolare sui diritti umani, i diritti di genere, i diritti delle minoranze e i diritti dei minori. Bianet ha anche una versione inglese.

## Censura e libertà dei media

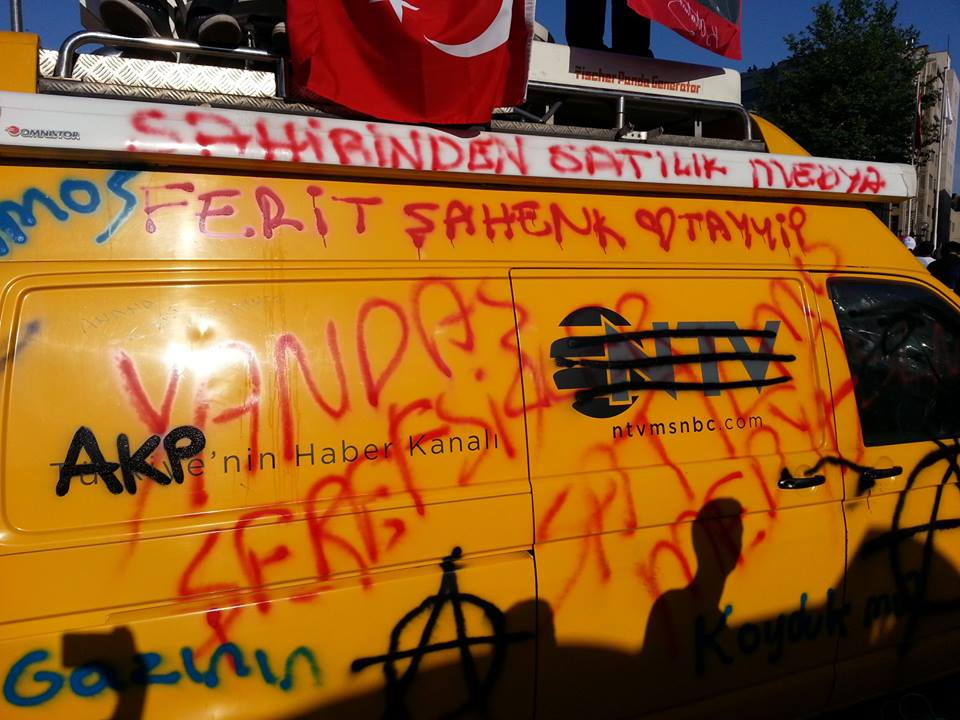
Furgone della trasmissione NTV coperto da graffiti di protesta durante le proteste del 2013 in Turchia, in risposta alla relativa mancanza di copertura dei media mainstream delle proteste, 1 giugno 2013

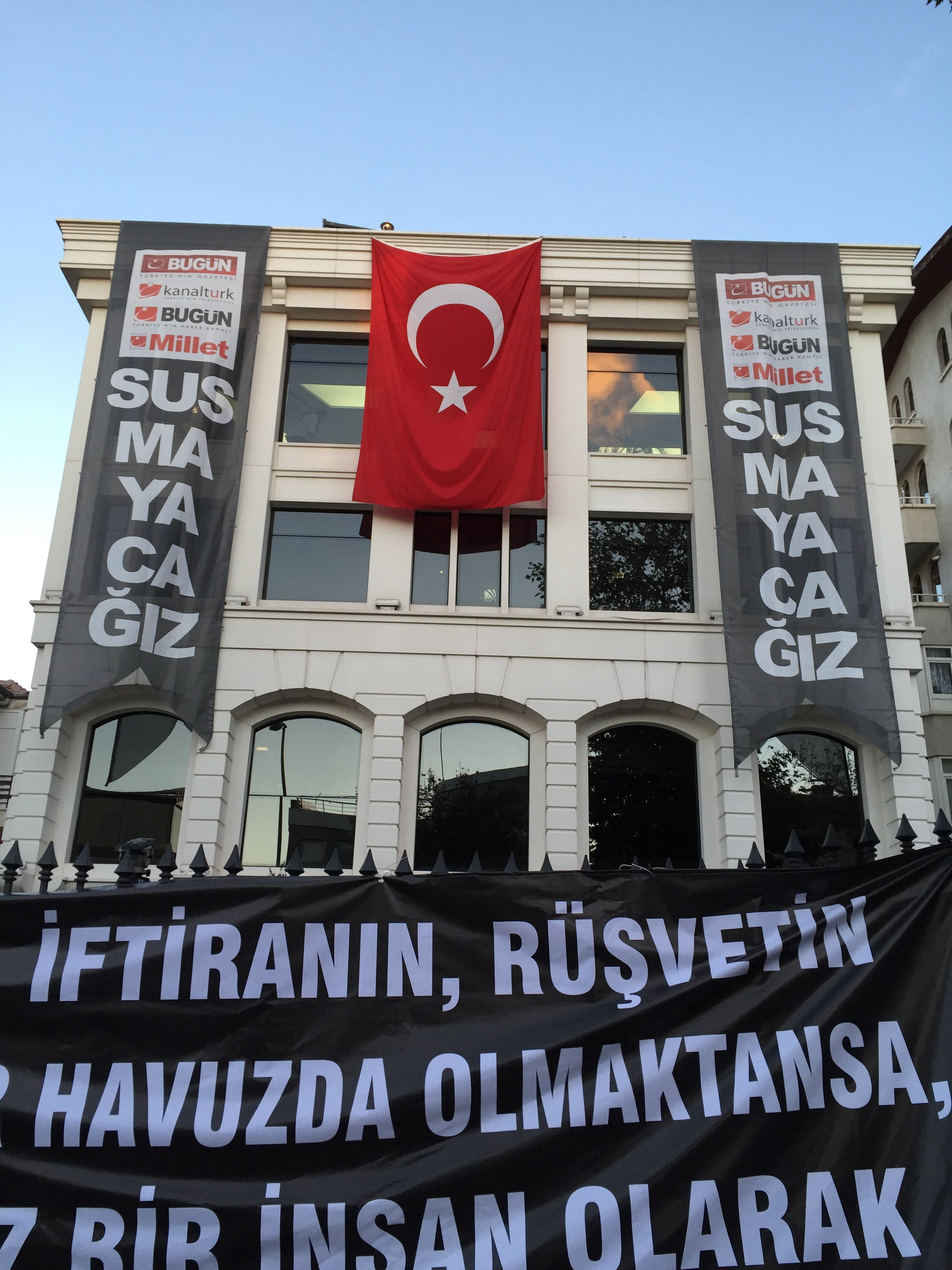
Banner di protesta presso la sede centrale della società Raise Media Koza İpek

Dal 2011, il governo dell'AKP ha aumentato le restrizioni alla libertà di parola, alla libertà di stampa e all'uso di internet e ai contenuti televisivi, nonché il diritto all'assemblea libera. Ha anche sviluppato legami con gruppi di media e ha usato misure amministrative e legali (incluso, in un caso, un miliardo di multa) contro gruppi di media critici e giornalisti critici: "nell'ultimo decennio l'AKP ha costruito una coalizione informale e potente di uomini d'affari affiliati al partito e mezzi di comunicazione i cui mezzi di sostentamento dipendono dall'ordine politico che Erdogan sta costruendo, quelli che resistono a farlo a proprio rischio".
Questi comportamenti sono diventati particolarmente importanti nel 2013 nel contesto della copertura mediatica turca delle proteste del 2013 in Turchia. La BBC ha osservato che mentre alcuni punti vendita sono allineati con l'AKP o sono personalmente vicini a Erdogan, "la maggior parte dei media tradizionali, come i canali televisivi HaberTurk e NTV, e il principale quotidiano centrista Milliyet, sono in grado di irritare il governo perché i loro proprietari "Gli interessi commerciali a volte si basano sul sostegno del governo, tutti questi tendono a evitare di coprire le manifestazioni" Pochi canali fornivano copertura dal vivo, uno dei quali era Halk TV..
Durante i suoi 12 anni di governo, l'AKP al potere ha progressivamente esteso il suo controllo sui media. Oggi numerosi giornali, canali televisivi e portali internet sono soprannominati Yandaş Medya ("Media inclinati") o Havuz Medyası ("Pool Media") continuano la loro pesante propaganda filogovernativa ("Pool Media") continue their heavy pro-government propaganda. Diversi gruppi di media ricevono un trattamento preferenziale in cambio di politiche editoriali favorevoli all'AKP. Alcune di queste organizzazioni dei media sono state acquisite da aziende amiche dell'AKP attraverso fondi e processi discutibili. I media non amichevoli dell'AKP, d'altro canto, sono minacciati di intimidazioni, ispezioni e multe Questi proprietari di gruppi di media affrontano minacce simili alle loro altre aziende. Un numero crescente di editorialisti è stato licenziato per aver criticato la dirigenza dell'AKP.
Le intercettazioni telefoniche tra alti funzionari dell'AKP e uomini d'affari indicano che i funzionari governativi hanno raccolto denaro da uomini d'affari per creare un "pool medium" che supporterà il governo dell'AKP ad ogni costo. Le sanzioni fiscali arbitrarie sono valutate per forzare i giornali in bancarotta, dopo di che emergono, di proprietà degli amici del presidente. Secondo una recente indagine di Bloomberg, Erdogan costrinse una vendita del quotidiano Sabah ad un consorzio di uomini d'affari guidati da suo genero.
Anche l'agenzia statale Anadolu e la società radiotelevisiva turca sono state criticate dai media e dai partiti di opposizione, per aver agito sempre di più come un portavoce dell'AKP al potere, una posizione in netto contrasto con le loro esigenze di istituzioni pubbliche di segnalare e servire il pubblico in modo obiettivo.
All'indomani del tentativo di golpe del 2016, tutti i media ritenuti collegati al movimento Gülen sono stati chiusi dal governo turco. Questi includono i giornali Zaman (in precedenza il giornale con la più alta tiratura in Turchia) e Taraf, Cihan News Agency, Samanyolu TV e numerosi altri. Più tardi, nello stesso anno, alcuni media filo-curdi, come IMC TV, furono chiusi per presunto sostegno al PKK.